# Hawaii
 For alternative betydninger, se Hawaii (flertydig). (Se også artikler, som begynder med Hawaii)
21°18′41″N 157°47′47″V / 21.31139°N 157.79639°VHawaii (tidligere kaldet Sandwich-øerne) er USAs 50. delstat og omfatter størstedelen af det arkipelag, som sammenfattet kaldes Hawaii-øerne. Øgruppen ligger ca. 3.700 km sydvest for USA's vestkyst i Stillehavet og udgør den sydligst beliggende stat i USA. Øerne har 1.455.271(2020) indbyggere.
De officielle sprog i delstaten er engelsk og hawaiiansk.

## Større øer i staten
De 8 største øer i Hawaii, angivet fra syd til nord, er:
- Hawaii (også kendt som the Big Island)
- Maui
- Kaho‘olawe (ubeboet)
- Lāna‘i
- Moloka‘i
- O‘ahu – delstatshovedstaden Honolulu er beliggende på den sydøstlige del af denne ø
- Kaua‘i (en af fjeldtoppene på denne ø har verdens største årlige nedbørsmængde, ca. 12.000 mm pr. år)
- Ni‘ihau

## Historie
- 1778 – den engelske opdagelsesrejsende James Cook er formodentlig den første europæer som har sat fod på øerne. Han kaldte dem Sandwich-øerne efter en af sine sponsorer, John Montagu, 4. jarl af Sandwich.
- 1810 – øerne forenes under kongen Kamehameha den Store.
- 1872 – Kamehameha-dynastiet ophører med at regere øerne.
- 1887 – den formelle kongemagt ophører.
- 1894 – republikken Hawaii bliver oprettet.
- 1898 – republikken bliver annekteret af USA.
- 1900 – øerne får selvstyre.
- 1941 – øerne bliver angrebet af japanerne den 7. december. USA går ind i anden verdenskrig på allieret side.
- 1959 – Hawaii bliver den 21. august optaget som USA's 50. delstat.

## Religion
Ifølge den amerikanske organisation Pew Research Center er 63 % af befolkningen kristne. Indenfor denne gruppe er de evangelisk-protestantiske og katolske tilhængere de to største grupper, der udgør henholdsvis 25 og 20 % af hele befolkningen. 10 % af befolkningen er tilhængere af ikke-kristne religioner, primært buddhismen, mens 26 % ikke er tillknyttet nogen religion.

### Ho'oponopono
Ho'oponopono er en ældgammel hawaiiansk praksis for forsoning og tilgivelse, kombineret med bønner. Det er både en filosofi og en livsstil.
Traditionel Ho’oponopono praktiseres af en healende præst eller en Kahuna Lapa’au (en person i familien, der er født med healende evner) blandt familiemedlemmer, hvor en person er fysisk syg.

## Skandinaver som slaver på Hawaii
En folketælling i 2000 viste at over 9.000 af Hawaiis 1,2 millioner indbyggere har norske rødder. En lille gruppe nordmænd gjorde det godt som plantageejere på Hawaii, blandt dem kaptajn Christian L'Orange fra Halden. Som agent for immigrationskontoret på Hawaii tog han i 1880 til Drammen for selv at plukke egnede arbejdsfolk ud. Annoncer i Drammens Tidende fristede med gratis rejse og fri kost om bord, dog mod at underskrive en kontrakt om tre års pligtarbejde på øerne. I de tre år skulle immigranterne have gratis kost og logi samt en månedsløn på ni dollar for mænd over tyve år, og fire dollar for kvinder. Det var noget mindre, end andre på Hawaii tjente, så i virkeligheden betalte immigranterne rejsen selv. Men i slutningen af 1870'erne var det nedgangstider for skibsfart og trælasthandel i Norge, med stor arbejdsløshed og fattigdom som konsekvens. Folk ledte fortvivlet efter en udvej til en bedre tilværelse.
27. oktober 1880 forlod det første skib med udvandrere Drammens havn. Om bord på barken "Beta" var 327 voksne og 69 børn. De fleste kom fra Drammens-distriktet og det centrale Øst-Norge, men der var også folk fra Sverige og Danmark. De fleste var mellem 20 og 30 år. Som proviant medbragte de brød, kiks, mel og vand, levende grise og høns. Slægt og venner tog afsked med salmer og tårer i Bragernes bedehus. Det blev også sidste gang, de så de rejsende, for ingen af dem vendte nogensinde tilbage.
Juleaften 1880 rundede "Beta" Kap Horn. Dagen blev fejret forhåbningsfuldt med pakker og god mad, men dermed tog heldet også slut. Flere vandfad sprang læk, maden blev fordærvet, og der var for lidt af den. I løbet af rejsens fire måneder døde ni af børnene, og en mand brød sammen og måtte holdes indespærret i et bur på dækket. Dengang var Panama-kanalen ikke bygget endnu, og rejsen til Hawaii var dermed fire gange så lang som til New York, og medførte også to krydsninger af ekvator.
18.februar 1881 ankrede "Beta" op i en bugt på Maui-øen. To måneder senere ankom søsterskibet "Musca" med yderligere 200 emigranter. Velkomsten var barsk. Samtlige fik et papir fæstet til brystet. Derefter blev de forkomne skandinaver fragtet til arbejdsstederne i oksekærrer. For at undgå oprør sørgede immigrationskontoret for at sprede dem. Ægtepar og ugifte mænd endte på møller og sukkerplantager. Ugifte kvinder fik huspost i Honolulu. Arbejdsgiverne kunne ifølge kontrakten om pligtarbejde købe og sælge dem. I realiteten var de altså slaver.
Rigtignok fik de gratis kost og logi, men logiet var rene barakker, og kosten så spartansk, at de var nødt til at supplere den af egen lomme. Kom de fem minutter for sent, blev de trukket en halv dollar af den lille løn, de modtog. Ved sygdom blev de henvist til læger, der blev lønnet af plantageejerne for at erklære dem raske, selv om de var syge, og også gravide måtte arbejde hårdt frem til fødslen. Arbejdede de ikke hurtigt nok, slog arbejdsformanden dem med en stok. Det endte med en strejke og påfølgende retssag, som immigranterne tabte. 57 mænd måtte i fængsel.
Ingen af de 600 kom tilbage til Europa. Nogle gik til grunde i fattigdom, andre skabte sig efterhånden en tålelig tilværelse, nogle ved at flytte til USA's fastland. I Drammen hed det sig, at de udvandrede drammensere gik under navnet "akameier" på Hawaii, fordi de sukkede tungt over tilværelsen på Sydhavsøerne, og sagde: "Akkameg!" for at udtrykke det. Imidlertid betyder akamei "opvakt, intelligent" på hawaiiansk.
Skandinaviske navne fik et polynesisk tilsnit. Disse navne går i dag i arv blandt skandinavernes efterkommere: Alfred – Alapai, Arthur – Aka, Ernst – Eleneki, Erik – Elika, Thomas – Koma, Markus – Maleko, Normann – Nomana, Robert – Lopaka, Elisabeth – Elikapeka, Hilde – Hileka, Ingrid – Inakika, Josefine – Lokapine, Olga – Oleka, Marie – Malia. En af Hawaiis dygtigste hula-dansere hed Malia Ann Kawailanamalie Petersen  – det sidste efter sin norske bedstefar.

## Tsunamier
Siden anden verdenskrig har der været fem tsunamier i delstaten Hawaii.
- 1946 – Hilo på nordøstkysten af Hawaii (The Big Island) blev ramt af en tsunami den 1. april. 159 personer blev dræbt, store materielle skader i byens nedre områder.
- 1952 – Kaika Bay tæt på Haleiwa på nordkysten af Oahu blev ramt af en tsunami den 4. november. Ingen dræbte, men store materielle skader.
- 1957 – Laie Point på nordøstkysten af Oahu blev ramt af en tsunami den 9. marts. Ingen dræbte, men store materielle skader.
- 1960 – Hilo på nordøstkysten af Hawaii (The Big Island) blev ramt af en tsunami den 23. maj. 61 personer blev dræbt, store materielle skader.
- 1975 – Punalu’u på sydøstkysten af Hawaii (The Big Island) blev ramt af en meget stor tsunami den 29. november. 2 personer blev dræbt, store materielle skader.